# Guy Fortier
Guy Fortier, né le 9 novembre 1912 à Québec, Canada et mort le 17 mars 1994 à Gaspé, Canada, est un médecin et homme politique québécois.

## Biographie
Il a été député de la circonscription Gaspé-Sud (puis de Gaspé à partir de 1972) pour le Parti libéral de 1962 à 1976, adjoint parlementaire du ministre de la Santé du 20 janvier 1962 au 1er septembre 1971 et adjoint parlementaire du ministre des Affaires sociales du 1er septembre 1971 au 15 novembre 1976.